# Vålse Kirke
Vålse Kirke ligger i den sydlige del af landsbyen Vålse ca. 19 km NNV for Nykøbing Falster (Region Sjælland). Kirken er viet til Olav den Hellige, som også ses på altertavlen fra 1400-tallet. Den første kirke på stedet er måske grundlagt af Magnus den Gode som var søn af Olav den Hellige.
På P-pladsen ved kirken findes en træskulptur af Olav skåret i 2013 af den fynske træskulptør Allan Bo Jensen.

## Eksterne kilder og henvisninger
- Wikimedia Commons har flere filer relateret til Vålse Kirke
- Vålse Kirke Arkiveret 31. januar 2011 hos  Wayback Machine på nordenskirker.dk
- Vålse Kirke på KortTilKirken.dk
- Vålse Kirke på danmarkskirker.natmus.dk (Danmarks Kirker, Nationalmuseet)